# 伯特倫冰川
70°50′S 67°28′W / 70.833°S 67.467°W
伯特倫冰川（英語：Bertram Glacier）是南極洲的冰川，位於帕爾默地，全長28公里，最終注入喬治六世海峽，由英國探險隊發現和首次測量，以生物學家命名。